# Acollesis oxychora
Acollesis oxychora is een vlinder van de familie van de spanners (Geometridae). De wetenschappelijke naam van deze soort is voor het eerst voorgesteld door Louis Beethoven Prout in een publicatie uit 1930.
De soort komt voor in Congo-Kinshasa.